# Oriane de Guermantes
Oriane, duchesse de Guermantes est un personnage de À la recherche du temps perdu de Marcel Proust.
Personnage important du récit et membre de la famille de Guermantes, elle est la reine du faubourg Saint-Germain où elle tient salon. Fasciné par elle depuis son enfance, le narrateur finit par la rencontrer et devenir un habitué de ses réceptions.

## Généalogie
Née dans la prestigieuse famille de Guermantes, plus ancienne dit-on que les capétiens, Oriane de Guermantes est la cousine et l'épouse de Basin de Guermantes. Elle devient par ce mariage princesse des Laumes, puis duchesse de Guermantes après la mort de son beau-père. Par cette union, réalisée pour préserver "le sang le plus pur, le plus vieux de France", elle possède un patrimoine important.
La duchesse est de plus :
- belle-sœur du baron de Charlus et de la comtesse de Marsantes
- cousine du prince de Guermantes
- nièce de Mme de Villeparisis
- tante de Robert de Saint-Loup

## Portrait
Figure emblématique de l'aristocratie dans l'œuvre, la duchesse de Guermantes est l'un des personnages les plus décrits par Proust. Cependant, comme souvent dans ses descriptions, le narrateur se rattache à quelques détails physiques caractéristiques et décrit plus largement le caractère et l'évolution de la personnalité à travers le temps.
Physiquement, Oriane de Guermantes se devine en trois couleurs : le jaune de ses cheveux (couleur à laquelle son nom est associé par le narrateur dès l'enfance), le bleu éclatant de ses yeux, et le rouge de son visage dû au grand air ou à la couperose (assez vif pour que son portrait par Elstir la fasse ressembler à une écrevisse). On sait de plus qu'elle est de grande taille et qu'elle a un nez busqué garni d'un petit bouton. Le long des pages, elle est assimilée à différentes formes animales (serpent, vautour, poisson), végétales (roseau, orchidée) ou mythologiques (nymphe, fée, sirène) et sert tout autant à troubler la perception du lecteur qu'à rapprocher la duchesse de la figure d'une sphynge. Proust se focalise aussi beaucoup sur sa grâce et son élégance, et détaille avec soin ses tenues de crêpe ou de soie, différentes à chacune de ses apparitions et qui font d'elle l'une des femmes les mieux habillées de Paris.
Spontanée et cultivée en apparence, Oriane fait preuve de l'esprit des Guermantes (pastiche de l'esprit Mortemart) et est admirée pour ses saillantes réparties. Ses réceptions mondaines sont parmi les plus recherchées du faubourg Saint-Germain et s'y pressent toutes les élites royales, princières, ducales mais aussi intellectuelles. La duchesse et son mari se veulent en effet moins snobs que leur cousin le Prince de Guermantes (mais ils restent tout de même convaincus de la supériorité de leur noblesse sur la roture, refusant par cela de recevoir Odette Swann). La personnalité affirmée de la duchesse se combine à une certaine cruauté et méchanceté : elle se montre ainsi très insensible à l'annonce de la mort prochaine de son ami, Charles Swann, n'hésite pas à qualifier Mme de Cambremer de "vache" ou à empêcher un valet d'avoir un rendez-vous avec sa fiancée pour le simple plaisir de le contrarier.  
Descendante de Geneviève de Brabant et de Gilbert le mauvais, les ducs représentent parfaitement ce reste de féodalité décrit par Proust dans la société de la fin du 19e siècle. La stratification sociale et sa ségrégation (le snobisme) sont en effet omniprésentes et délimitent les rapports individuels entre les êtres. Dans sa jeunesse, le narrateur rapprochera ainsi toujours la duchesse de Guermantes du vitrail de l'église de Combray et s'imaginera son hôtel particulier comme "un château-fort en plein Paris".

## Extraits
Madame de Guermantes s'était assise. Son nom, comme il était accompagné de son titre, ajoutait à sa personne physique son duché qui se projetait autour d'elle et faisait régner la fraîcheur ombreuse et dorée des bois de Guermantes au milieu du salon, à l'entour du pouf où elle était. Je me sentais seulement étonné que leur ressemblance ne fût pas plus lisible sur le visage de la duchesse, lequel n'avait rien de végétal, et où tout au plus le couperosé des joues qui auraient dû, semblait-il, être blasonnées par le nom de Guermantes était l'effet, mais non l'image, de longues chevauchées au grand air. Plus tard, quand elle me fut devenue indifférente, je connus bien des particularités de la duchesse, et notamment (afin de m'en tenir pour le moment à ce dont je subissais déjà le charme alors sans savoir le distinguer) ses yeux, où était captif comme dans un tableau le ciel bleu d'une après-midi de France, largement découvert, baigné de lumière même quand elle ne brillait pas; et une voix qu'on eût crue, aux premiers sons enroués, presque canaille, où traînait, comme sur les marches de l'église de Combray ou la pâtisserie de la place, l'or paresseux et gras d'un soleil de province (Le côté de Guermantes, I)

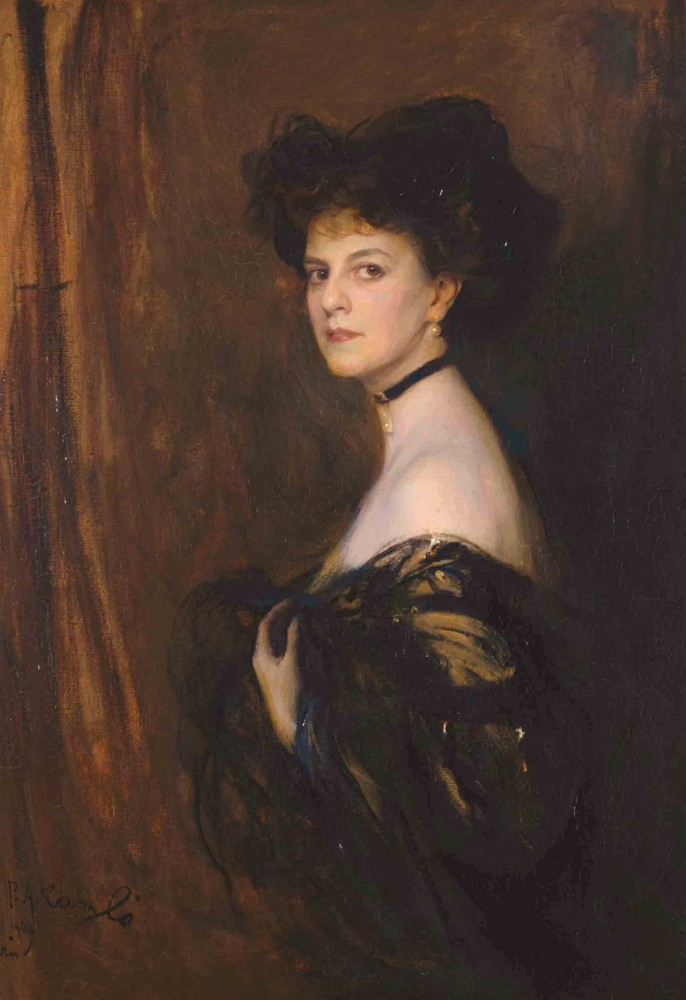
La comtesse Greffuhle, principal modèle de la duchesse de Guermantes.

## Modèles
Ainsi que Proust lui-même l'a confirmé dans sa correspondance, Oriane est « un personnage composite basé sur les trois grandes dames qui, ensemble, formaient son rêve d'élégance et de grâce aristocratique » : la comtesse Greffulhe, Mme Straus et la comtesse de Chevigné. Proust a pu commencer à fréquenter le salon de Mme Straus dès 1889, alors qu'il n'avait que 18 ans, grâce à l'amitié qu'il avait nouée avec son fils, Jacques Bizet, mais il lui faudra au moins dix ans pour établir une véritable amitié avec la mère.
D'autres personnes inspirent à l'écrivain des détails plus spécifiques, comme la comtesse de Castellane ou Hélène Standish.
Certains passages célèbres de La Recherche proviennent de réelles anecdotes datant de la vie mondaine de Proust : la volonté du narrateur d'avoir une photo de la duchesse par le biais de Saint-Loup s'inspire ainsi de sa relation avec la comtesse Greffulhe. De même, c'est la comtesse de Chevigné, âgée alors de trente ans, que Marcel Proust essaye d'apercevoir dans la rue sans oser lui parler. Un jour il l'aborde et, surprise, elle lui lance pressée le fameux : « Fitz-James m'attend ! », phrase reprise dans La Recherche et qui blesse le narrateur, comme une rebuffade.

## Interprètes
Oriane et Basin de Guermantes sont interprétés par:
| Oriane, duchesse de Guermantes | Basin, duc de Guermantes | Œuvre | Année |
| ------------------------------ | ------------------------ | --- | ----- |
|                                | Gabriel Cattand          | Les Cent Livres des Hommes, épisode Du côté de chez Swann, de Claude Santelli                                    | 1971  |
| Fanny Ardant                   | Jacques Boudet           | Un amour de Swann de Volker Schlöndorff                                                                          | 1984  |
| Édith Scob                     | Jean-Claude Jay          | Le Temps retrouvé de Raoul Ruiz                                                                                  | 1999  |
| Valentine Varela               | Bernard Farcy            | À la recherche du temps perdu de Nina Companeez                                                                  | 2011  |
| Elsa Lepoivre                  | Laurent Lafitte          | Le Côté de Guermantes, adaptation théâtrale écrite et mise en scène par Christophe Honoré à la Comédie-Française | 2020  |